# Trapianto di faccia
Il trapianto di faccia è un intervento chirurgico finalizzato a sostituire parzialmente o totalmente il viso di una persona usando gli stessi tessuti prelevati da un donatore. Il primo trapianto di faccia parziale al mondo su essere umano è stato effettuato nel 2005 in Francia. Il primo trapianto completo di faccia al mondo è stato invece portato a termine con successo in Spagna nel 2010. Turchia, Francia, Stati Uniti e Spagna (in ordine per numero totale di trapianti di faccia eseguiti con successo) sono considerati i Paesi più all'avanguardia in questo ambito della ricerca scientifica.

## Candidati al trapianto di faccia
Persone con lesioni al viso causate da traumi, ustioni, malformazioni o tumori possono essere potenziali candidati al trapianto di faccia. L'intervento chirurgico migliora le caratteristiche funzionali ed estetiche delle persone affette da tali condizioni. Il Professor Peter Butler del Royal Free Hospital fu il primo a suggerire questo innovativo approccio chirurgico per il trattamento di pazienti affetti da difetti facciali complessi in un articolo su Lancet nel 2002. La pubblicazione dell'articolo causò un intenso dibattito sull'eticità della procedura.
Un'alternativa al trapianto di faccia è la ricostruzione facciale con tessuti autologhi, che tipicamente viene effettuata utilizzando i tessuti propri del paziente trasferiti dal dorso, coscia, addome e arti al viso. Ciononostante, queste procedure convenzionali con tessuti autologhi non consentono di ripristinare le proprietà funzionali ed estetiche di parti del viso come le palpebre, il naso e la bocca, risultando estremamente limitanti e talvolta insufficienti per le ricostruzioni più tali strutture anatomiche.

## Storia

### In Italia
Il 22 settembre del 2018, una donna di 49 anni affetta da neurofibromatosi di tipo I è stata sottoposta al primo trapianto parziale di faccia in Italia prelevato da una donatrice di 21 anni deceduta per incidente motociclistico. L'intervento, durato 27 ore, è stato effettuato da due équipe di chirurghi plastici diretti da Fabio Santanelli di Pompeo e Benedetto Longo presso l'Ospedale Sant'Andrea di Roma dell'Università Sapienza di Roma. Dopo circa due giorni, in seguito ad una complicanza, i chirurghi hanno dovuto rimuovere i tessuti trapiantati e sostituirli con tessuti propri della paziente. La paziente è viva e in buone condizioni generali e rimane ancora in attesa di ricevere un nuovo trapianto.

### In Canada
Nel mese di maggio del 2018, il primo trapianto di faccia canadese è stato portato a termine dal chirurgo Daniel Borsuk e dal suo team al Hopital Maisonneuve Rosemont, in Montreal, Quebec. L'intervento è durato circa 30 ore e ha previsto il trapianto di osso mascellare, mandibola, labbra, naso e denti su Maurice Desjardins, di 64 anni, vittima di una trauma da colpo d'arma da fuoco. Attualmente, il paziente risulta essere il ricevente più anziano ad essere stato sottoposto a trapianto di faccia.

### In Francia
Il primo trapianto di faccia al mondo è stato effettuato il 27 novembre del 2005 da un chirurgo maxillo-facciale, Bernard Devauchelle, da un chirurgo plastico belga, Benoit Lengelé, e Jean-Michel Dubernard ad Amiens in Francia. La paziente ricevente, Isabelle Dinoire, fu sottoposta a trapianto del viso poiché mutilata per l'aggressione del suo cane. Dinoire è deceduta il 22 aprile del 2016 all'età di 49 anni dopo un periodo di lunga malattia.